# 北条貞家
北条 貞家（ほうじょう さだいえ、生没年不詳）は、鎌倉時代後期の北条氏の一族。名越 貞家（なごえ さだいえ）とも呼ばれる。官位は遠江守。
父は北条時家。母は不詳。北条時章の曽孫に当たる。子に北条周時と北条高家がいるが、2人は弟とする説がある。これは貞家が早世したため、父の時家が孫らを養子にして引き取ったと見られている。そのため、系図によっては時家と高家の間に貞家を挟むものもあるが、細川重男は年代的な理由からこれを否定する見解を示している。